# Brazo Oriental

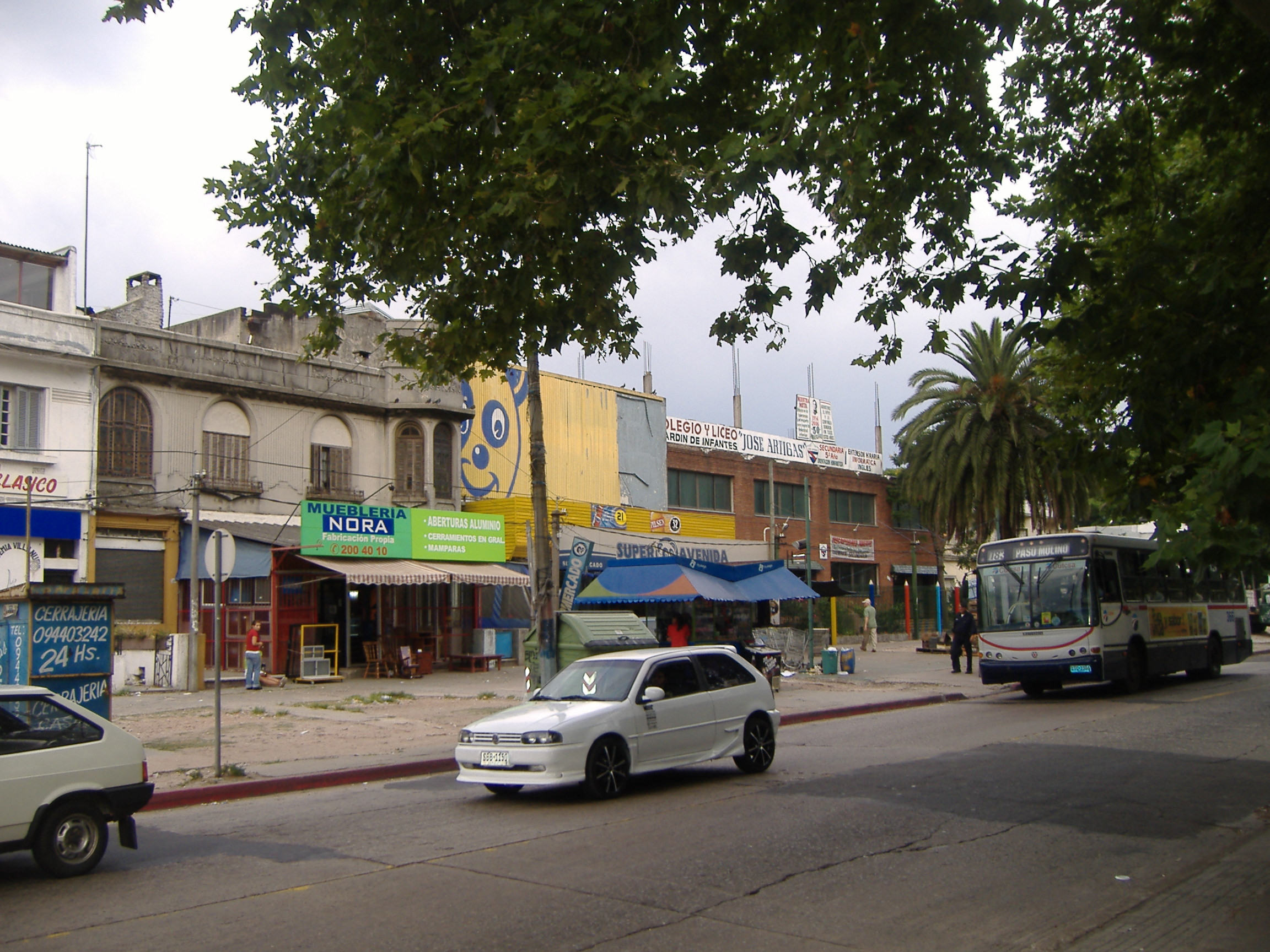
Avenida Luis Alberto Herrera no bairro Brazo Oriental.

Brazo Oriental é um bairro residencial de classe média da cidade de Montevidéu, capital da República Oriental do Uruguai. Essa zona, localizada a vinte minutos em ônibus do centro da cidade, tem por limites as seguintes ruas: Bulevar Artigas ao sul, General Flores al leste, Camino Burgues ao oeste e Bulevar José Batlle y Ordóñez (ex-Propios) ao norte.

## Informações Gerais
Os barrios que o rodeiam são: Reducto, La Figurita, Jacinto Vera (ao sur), Bolívar (ao leste), Atahualpa, Aires Puros (ao oeste) e Cerrito de la Victoria (ao norte).
As linhas de ônibus que o atravessam são as seguintes: 76, 185, 186, 526 (por Bulevar Artigas); 155, 156, 396, 404, 456 (por San Martín); 150, 158 (por Burgues); 169, 171, 172, 173, 175, 199, 306, 329, 505 (por General Flores); 181, 182, 183, 306, 404 (por Luis Alberto de Herrera), 2, 144, 145, 173 (por Batlle y Ordóñez).
Entre os lugares de interesse mais importantes do barrio se destacam o Museu da Casa de Luis Alberto de Herrera, líder histórico do Partido Blanco (Nacional), a Escuela Superior de Comercio Brazo Oriental da Universidad del Trabajo del Uruguay (UTU) e a sede do Colón F.C..